# 1198 w literaturze
Wydarzenia literackie w 1198 roku.

## Zmarli
- 10 grudnia - Awerroes, arabski filozof (ur. 1126)
- data nieznana - William z Newburgh, angielski kronikarz (ur. 1136)